# Болко II Зембицький
Болко II Зембицький або Болеслав II Зембицький (Bolko II Ziębicki; 1 лютого 1300 — 11 червня 1341) — князь Яворський, Свидницький, Зембицький, Львувецький з 1301 по 1312 рік (з братами як співправитель), Яворський, Свидницький з 1312 по 1322 (з братом як співправитель), і одноосібний князь Зембицький з 1322 до своєї смерті.
Четвертий син князя Болко I Суворого та його дружини Беатрікс, доньки Отона V, маркграфа Бранденбурґ-Зальцведеля.

## Життєпис
Народився 1 лютого 1300 року. Його назвали на честь старшого брата Болка, 1288 р.н., який помер 30 січня 1300 року, лише за два дні до його народження.
На момент смерті батька в 1301 році Болко не було й двох років. Тому він і його брати й сестри були передані під опіку своєї матері та дядька по материнській лінії, Германа маркграфа Бранденбургу-Зальцведеля.
1305 року старший із живих братів Бернард прийняв уряд і опіку над своїми братами. Через страх, що князівство буде роздроблене, Болко II спочатку був призначений для церковної кар'єри. Болко II чинив рішучий опір цим планам і 1322 року отримав від Бернарда удільне Зембицьке князівство.
21 листопада 1321 року Болко одружився з Гутою (Юдіт), донькою Людовіка Савойського, барона Во. У першому шлюбі Гута була дружиною угорського магната Матуша ІІІ Чака, який помер у 1318 році. У Болкоз Гутою було двоє дітей.
1322 року Болко II разом з князем Бернаром брав участь разом з Тевтонськими лицарями в поході проти Великого князівства Литовського.
1335 року, на відміну від більшості Сілезьких князів, відмовився підкорятися Богемському королівству, що викликало напад на Зембицьке князівство спадкоємця чеського трону Карла Люксембурзького. У результаті, попри перемогу в цій війні, наступного року Болко склав васальну присягу Богемському королю. Значною мірою це викликано тим, що польський король Казимир III відмовився від ідеї боротьби з Богемією за Сілезію, а самостійно сілезькі князі не могли протистояти окупантам.
Болеслав II помер 11 червня 1341 року в Зембиці й похований у Цистерціанському монастирі міста Генрікова.

## Родина
Дружина — Гута (Юдіт), донька Людовіка Савойського, барона Во
Діти:
- Микола І Малий (1322/1327 — 23 квітня 1358), князь Зембицький у 1341—1358 роках.
- Малгожата (Маргарита) (бл. 1330 — після 1368), стала монахинею в Стрелині.